# Sergio Vargas
Sergio Bernabé Vargas Buscalia, né le 17 août 1965 à Chacabuco en Argentine, est un joueur et entraîneur de football possédant la double nationalité chilienne et argentine. Il a pour surnom "Superman".
Il évolue au poste de gardien de but et compte dix sélections en équipe nationale du Chili.

## Carrière
Vargas participe à la Copa América 2001 organisée en Colombie, après que plusieurs gardiens de but habitués de la sélection chilienne se soient faits expulser ou se soient blessés avant le début du tournoi. 
Il reçoit un total de dix sélections en équipe du Chili lors de l'année 2001.
Au cours de sa carrière, il joue dans différents clubs en Argentine, en Équateur, et au Chili. Il termine sa carrière en Indonésie en 2005. 
Il joue en faveur de l'Universidad de Chile pendant onze saisons, entre 1992 et 2002. Il dispute un total de 321 matchs en première division chilienne, remportant au passage quatre titres de champion du chili.
En 2010, il commence une carrière d'entraîneur dans le club de chilien Jugendland.

## Palmarès
- Finaliste de la Supercopa Sudamericana en 1989 avec l'Independiente Avellaneda
- Champion d'Argentine en 1989 avec l'Independiente Avellaneda
- Champion du Chili en 1994, 1995, 1999 et 2000 avec l'Universidad de Chile
- Vainqueur de la Coupe du Chili en 1998 et 2000 avec l'Universidad de Chile